# Sociedade Internacional de Automação
A ISA - Sociedade Internacional de Automação (International Society of Automation, em inglês), anteriormente conhecida como Sociedade de Instrumentação, Sistemas e Automação (The Instrumentation, Systems, and Automation Society), é uma organização profissional sem fins lucrativos para engenheiros, técnicos, empresários, educadores e estudantes com quem trabalham, estudam ou que estão interessados em automação industrial e a atividades a ela relacionadas, tais como instrumentação, equipamentos e eletrônica industrial. Ela foi originalmente fundada como o Sociedade de Instrumentação da América (Instrument Society of America). A sociedade é mais comumente conhecido por sua sigla, ISA e inclui agora em seu escopo muitas técnicas e disciplinas de engenharia.
A ISA é uma das maiores organizações profissionais do mundo para a definição de padrões e educação de profissionais da indústria de automação. Instrumentação e automação são algumas das principais tecnologias envolvidas em quase todos os processos da indústria. A manufatura industrial moderna é uma complexa interação de vários sistemas. Instrumentação fornece regulamento para estes sistemas complexos usando diferentes dispositivos de medição e controle. A automação fornece os equipamentos automáticos que permitem uma maior flexibilidade no funcionamento dos complexos sistemas de produção.
A ISA oferece liderança e educação nas profissões de que ela serve, auxiliando engenheiros, técnicos e cientistas, bem como muitos outros, acompanhando o ritmo da rápida evolução da indústria. A ISA é a anfitriã da maior feira de instrumentação, sistemas e automação de profissionais na América do Norte, ISA Automation Week  (anteriormente conhecido como ISA EXPO). Seus membros são capazes de ganhar a entrada de profissionais de todo o mundo e pode chegar a resposta para quase qualquer pergunta técnica de forma rápida e sem a necessidade de pesquisar através de várias fontes. Os membros profissionais da ISA trabalham em diversas áreas, que vão desde a qualidade do ambiente para a fabricação de automóveis, para praticamente qualquer campo tecnológico em uso hoje.

## Estrutura
A ISA é uma organização sem fins lucrativos, conduzida por membros da organização, o qual é construído sobre um Staff de voluntários, fundamentais para a missão em curso e o sucesso da organização. A ISA tem um forte programa de desenvolvimento de liderança que desenvolve líderes voluntários como eles se envolvem com a organização de muitas facetas diferentes. A ISA tem várias maneiras diferentes que os voluntários se envolver, a partir da seção, divisão e normas raízes da organização.
Os membros da ISA são atribuído um seção que normalmente está relacionado à sua localização geográfica. Os membros podem, em seguida, juntar dois ou mais Divisões ISA que correspondem às suas técnicas individuais de interesses. Os comitês de normalização ISA são abertas à participação para membros e não-membros.
Além das decisões relacionadas à ISA serem tomadas por seus membros, grandes interesses e os produtos da Sociedade são divididos em departamentos, dirigido pela equipe do vice-presidente. Estes departamentos são:
- Automação & Tecnologia [4]
- Indústrias & Ciências [5]
- Imagem & Associação
- Desenvolvimento Profissional
- Publicações
- Normas & Práticas
- Planejamento Estratégico
- Web

## História
A ISA foi criada oficialmente como Instrument Society of America em 28 de abril de 1945, em Pittsburgh, Pensilvânia, EUA. Nesta época, a instrumentação industrial recebia um grande impulso em razão das aplicações desenvolvidas durante a 2ª Guerra Mundial e continuou a desempenhar um papel cada vez maior na expansão da tecnologia no pós-guerra. Richard Rimbach é reconhecido como fundador da ISA, pela iniciativa de reunir dezoito sociedades locais em uma organização nacional.
Albert F. Sperry, presidente do Panelit Corporation, tornou-se o primeiro presidente da ISA em 1946. Nesse mesmo ano, a Sociedade realizou seu primeiro Congresso e Exposição em Pittsburgh. A primeira norma, RP 5.1 Instrument Flow Plan Symbols, foi criada em 1949, e a primeira revista, que se tornou hoje InTech , foi publicada em 1954.
Nos anos seguintes, a ISA continuou a expandir seus produtos e serviços, aumentando o tamanho e o escopo da conferência ISA e exposições, desenvolvendo simpósios, oferecendo desenvolvimento profissional e formação, acrescentando as divisões técnicas, e até mesmo produzindo filmes sobre medição e controle. Os membros cresceram de 900 em 1946 para 6,9 mil em 1953 e hoje a ISA possui mais de 31 mil membros de quase 100 países.
Em 1980, o ISA mudou sua sede para Research Triangle Park (RTP), Carolina do Norte, e um centro de treinamento foi criada nas proximidades de Raleigh. Em 1997, a sede e o centro de treinamento foram consolidadas em um novo prédio, na RTP, onde o dia-a-dia de suas atividades são gerenciadas por uma equipe profissional de, aproximadamente, 75 pessoas.
Reconhecendo o fato de que o escopo técnico da ISA tinha crescido para além de instrumentos e que seu alcance foi além da "América", no outono de 2000, seu Conselho de Delegados aprovou a alteração de nome legal para o ISA - The Instrumentation, Systems, and Automation Society. Hoje, a imagem corporativa da empresa, a estratégia concentra-se exclusivamente na sigla altamente reconhecível, embora seu nome oficial tenha mudado algumas vezes.
Em 2006, a ISA tornou-se o patrocinador fundador da Federação de Automação (Automation Federation, AF), uma organização guarda-chuva sob o qual as associações e sociedades envolvidos na fabricação de máquinas e automação de processos podem trabalhar de forma mais eficaz para cumprir suas missões. Ela vai coordenar o trabalho de membro de organizações engajadas na promoção da ciência e engenharia de tecnologias de automação. Junto com a ISA, outras organizações membro-fundadoras do AF são: OMAC - Organização para a Máquina de Automação e Controle (Organization for Machine Automation and Control), WBF (uma organização para a tecnologia de produção) e WINA (Wireless Networking Industrial Alliance).
Nos últimos anos, a ISA tem assumido cada vez mais seu papel global na orientação, contratação de equipe multilíngue e um diretor de operações globais, com novas seções em vários países, edição de publicações em espanhol e, em 2002, elegendo seu primeiro presidente de fora da América do Norte, no ISA EXPO.
Em 2 de outubro de 2007, o Conselho de Delegados da Sociedade deliberou uma proposta para mudar a sociedade em nome legal para "International Society of Automation". A maioria de votos favoreceu a ação, no entanto, uma vez que os 2 terços necessários para uma alteração de um regimento interno não foi alcançado, a proposta não foi aprovada.
Em 13 de outubro de 2008, o Conselho de Delegados da Sociedade deliberou novamente a mesma proposta e o voto da maioria favoreceu a ação e a proposta foi aprovada.

## Membros
Os membros da ISA são organizados em classes: Honorário, Companheiro, Membro Senior, Membro e Membro Estudante. A categoria de associado Honorário será conferido apenas àqueles indivíduos que fizeram notáveis contribuições para a profissão, e não requer o pagamento de uma anuidade. Os membros profissionais sul-americanos contribuem com US$60 por ano, e estudantes, US$10 por ano (valores de 2017).
Os benefícios de membros da Sociedade incluem, entre outras coisas, a sua afiliação com uma seção ISA (veja abaixo), uma assinatura para a revista bimestral InTech, ingresso com desconto para o ISA's annual trade show, o acesso para consulta de normas ISA, práticas recomendadas e artigos técnicos sem nenhum custo extra, além de desconto na aquisição de produtos, eventos e cursos de formação relacionados à Sociedade Internacional de Automação.
Em 2012, a ISA apresentou um programa com membresia grátis, batizado de Membro da Comunidade de Automação (exclusivo para profissionais dos EUA e Canadá).

## Seções e distritos
Uma seção "regular" (representações locais da ISA) é composta de pelo menos 30 membros profissionais e são geralmente organizados em torno de uma área geográfica específica, exemplo: ISA Connecticut Valley Section, ISA France Section, ISA São Paulo Section, ISA Campinas Section, ISA Rio de Janeiro Section, etc. Hoje existem cerca de 170 seções em 30 países da América do Norte, América do Sul, Europa, Ásia e o Oriente Médio. As seções são incorporados separadamente, de acordo com as leis do estado, província ou outra subdivisão política em que estão localizados.
As seções eram, antigamente, o "coração" da ISA e suas reuniões aconteciam mensalmente. Nos últimos anos, a atividade diminuiu e muitas seções foram desfeitas. Como as reuniões mensais tornaram-se menos popular, muitas seções, embora não todas, buscaram ajustar suas agendas de reunião para um formato diferente, como trimestral e alguns funcionam como seções virtuais. Muitas seções organizam cursos de treinamento, feiras periódicas e agem como um recurso para o local comunidade industrial, refletindo a mesma primazia dos primeiros dias da ISA.
ISA também tem quase 200 seções de estudantes, em locais de todo o mundo, principalmente onde a economia tem um substancial de fabricação de componentes e de instrumentação e automação industrial são vitais programas acadêmicos. Algumas seções de estudantes têm encontrado dificuldades para permanecer ativo, como é necessário substituir continuamente formados com novos estudantes, e a associação é, portanto, muito fluido.
As seções estão localizadas dentro de 14 distritos, que incluem grandes áreas geográficas do mundo. Cada um é dirigido por um vice-presidente. Os distritos 1, 2, 3, 5, 6, 7, 8, 9 e 11 estão nos EUA (apesar de Distrito 7 também inclui o México e a América Central e do Distrito 3 incluir Porto Rico). Os distritos 10 e 13 estão no Canadá. Distrito 4 é a América do Sul (incluindo a Trindade Section). O Distrito 12 é a Europa e o Oriente Médio, e o Distrito 14 é a 'esfera Ásia-Pacífico'. A ISA tinha anteriormente subdivisões geográficas conhecidas como "regiões", que faziam parte da curta "ISA Internacional" (1988-1996). Em diferentes intervalos seguintes a descontinuação da ISA Internacional, a Região Europeia tornou-se Distrito 12, a Índia tornou-se no Distrito 14 e a Região América do Sul tornou-se Distrito 4.

## Divisões técnicas
A Sociedade conta com 17 divisões técnicas, estabelecida com o propósito de maior troca de informações dentro de concentrado segmentos das áreas de instrumentação, sistemas e automação, organizados dependendo da natureza da divisão.
As divisões em Automação & Tecnologia são :
- Análise;
- Automático de Sistemas De Controle;
- Tecnologia de Computador;
- Gestão;
- O Processo de Medição e Controle;
- Robótica e Sistemas Especialistas;
- Segurança;
- Telemetria e Comunicações;
- Teste de Medição.

Indústrias e Ciências são:
- Indústrias Aeroespaciais;
- Produtos Químicos e Indústrias de Petróleo;
- Construção e Design;
- Indústria de Alimentos e Produtos Farmacêuticos;
- Indústria de Mineração e Metais;
- Indústria de Energia;
- Indústria de Papel e Celulose;
- Indústria de Água e Esgoto.

## Normas
As normas ISA desempenham um papel importante no trabalho de instrumentação e automação e profissionais. Muitos destes padrões foram reconhecidos pelo American National Standards Institute (ANSI) e também foram adotados como padrões internacionais pela Comissão Internacional de Eletrotécnica (IEC - International Electrotechnical Commission).
As normas ISA cobrem uma ampla gama de conceitos de importância para a instrumentação e automação. A ISA contam com comitês de normalização de símbolos e nomenclatura utilizada na indústria, as normas de segurança para equipamentos não-perigosos e perigosos ambientes, padrões de comunicação para permitir interoperável a disponibilidade dos equipamentos de vários fabricantes, e comissões adicionais de normas sobre muitos mais problemas técnicos de importância para a indústria. Um exemplo de um significativo ISA norma ANSI/ISA-50.02 Fieldbus Padrão para Uso em Sistemas de Controle Industrial, que é um produto do comitê ISA-50 Sinal de Compatibilidade de Instrumentos Elétricos. Outro importante ISA padrão de família é o processamento em lote de normas da ANSI/ISA-88.00.01 Modelos e Terminologia, ANSI/ISA-88.00.02 Estruturas de Dados e Orientações para as Línguas, e ANSI/ISA-88.00.03 Geral e Site da Receita e Modelos de Representação, que são produtos do ISA-88 Lote comissão de Controle.
Outros padrões desenvolvidos pela ISA incluem:
ISA100.11a, para testes e certificação de produtos e sistemas sem fio. Esta norma foi aprovada pela Comissão Internacional de Eletrotécnica (IEC) como uma especificação disponível publicamente, ou PAS em setembro de 2011.
ISA95 é um padrão internacional para o desenvolvimento de um sistema automatizado de interface entre a empresa e os sistemas de controle.
Em 2012, a Sociedade já contava com mais de 162 publicação de normas, práticas recomendadas e relatórios técnicos.

### Normas de Cyber-Segurança para Sistemas de Controle Industrial
A Sociedade Internacional de Automação também produz a norma ISA99, que é uma das mais importantes normas de cyber-segurança. A página está dentro do escopo da WikiProject Computing e o artigo foi classificada como de alta importância no projeto. A cyber-segurança de empresas privadas e governamentais, instalações dependente do funcionamento confiável de um sistema de controle Industrial é um assunto muito debatido, que tem considerável importância para a segurança da infraestrutura crítica de qualquer país. Por exemplo: a norma de cyber-segurança da Sociedade Internacional de Automação são mencionadas no site United States Computer Emergency Response Team.
A Sociedade tem formado o ISA Security Compliance Institute para promover e designar produtos e práticas cyber-seguras para os fornecedores de automação industrial e unidades operacionais.

### Comitês de normalização
As normas ISA são desenvolvidas através de um consenso baseado no modelo empregado pelos voluntário profissionais de automação de todos os setores em seus comitês. Os padrões ANSI são usados com modelo de desenvolvimento das comissões com características de Abertura, a Falta de posição Dominante, o Equilíbrio, o Consenso e o Direito de Recurso. Todas os processos das normas ISA são controlados pelo ISA Standards & Practices Board.
A partir de 2012, há mais de 3,5 mil voluntários participantes nesses comitês de normalização, de mais de 40 países, representando mais de 2 mil empresas e organizações.

### Eventos de Seções
As seções da ISA muitas vezes trabalham seus próprios eventos, chamado de Exposições ou Encontros Técnicos, promovidos nas suas áreas geográficas para incentivar as indústrias locais.

## Publicação

### Revistas
A revista técnica bimestral InTech é um dos mais valiosos benefícios dos membros da ISA, fornecendo uma cobertura oficial de tecnologias de automação, aplicações e estratégias que venha a aumentar o conhecimento dos profissionais sobre o sucesso no trabalho. Desafios da indústria, novas tecnologias e fundamentos de uma abordagem prática escrita para os engenheiros, gerentes e outros profissionais de automação. A circulação da InTech inclui todos membros da ISA, bem como de milhares de outros destinatários, que são classificados como assinantes "qualificados". A circulação total é de cerca de 60 mil unidades impressas e mais de 40 mil através da web (edição digital).

### Livros
A ISA publica e distribui livros que oferecem cobertura completa do mundo da automação. Eles  são organizados por categorias técnicas que são geralmente consideradas como a definição de automação:
- Básicas de controle contínuo
- Básica, discreta, seqüenciamento e controle de fabricação
- Controle avançado
- Confiabilidade, segurança e elétrica
- Integração de software e
- Implantação e manutenção
- Estrutura de trabalho

## Normas
A ISA publica suas normas, práticas recomendadas e relatórios técnicos em uma variedade de formatos. Estes incluem impresso em papel, disponível para download em PDF, consulta virtual no site, cd-rom/DVD e licenças de rede.
Uma lista completa pode ser encontrada em a sociedade do site.

## Formação, certificação e educação

### Cursos e Treinamentos
A ISA é uma empresa líder em treinamento na área de automação industrial, estruturada de modo a ser um "vendor-neutral" e é realizado nos centros de treinamento regionais localizados nos Estados Unidos, nas seções espalhadas pelo mundo, in-company ou à distância (EAD). Disponível percursos de formação são: (1) Habilidades Fundamentais, para os cursos de introdução, (2) Habilidades Profissionais, para a formação em engenharia e gerenciamento de projetos, e (3) Competências Técnicas. Dezenas de cursos estão disponíveis dentro da técnica e profissional caminhos, incluindo cursos destinados a preparar candidatos para o licenciamento, bem como técnicas e certificações profissionais.
Os treinamentos da ISA incluem sala de aula de formação com base, móveis, cursos de formação, cursos on-line, impressos e materiais do curso. A ISA também fornece treinamento in-company para um grande número de empresas dos mais variados setores.

### Artigos técnicos publicados
A ISA tem uma coletânea de trabalhos técnicos que estão disponíveis online para os membros da ISA e da biblioteca digital de assinantes. Em 2017, a biblioteca já contava com mais de 5,5 mil artigos técnicos.

### Programas de certificação
A ISA administra dois programas de certificação, o Certificado de Automação Profissional (CAP) e o Certificado de Sistemas de Controle Técnico (CCST). Cada um deles é projetado para ser um objetivo, de terceiros, a avaliação e a confirmação de um indivíduo do profissional, habilidades e competências técnicas. Cada certificação é concedida com base em uma combinação de educação/formação, da experiência profissional e de desempenho em um exame escrito.
O programa CCST foi criado no início da década de 90 e, por óbvio indústria precisa, rapidamente ganhou credibilidade. Existem hoje cerca de 4 mil técnicos certificados pela ISA em todo o mundo.
O CAP, lançado em 2004, ainda está em processo de tornar-se estabelecido na comunidade industrial e ganhando reconhecimento. A partir de 2012, há mais de 500 certificados de CAPs em todo o mundo.
A ISA usou para ter um terceiro programa de certificação chamado Certificado de Manutenção Industrial, Mecânica (CIMM), que foi estabelecida em 2004. Em 2010, o CIMM programa foi transferido para a Society for Maintenance and Reliability Professionals. O SMRP renomeou a certificação para "Certificação de Manutenção e Confiabilidade Técnico" (CMRT).

## Ligações externas

Logo da ISA